# Худайбердино
Худайбе́рдино (баш. Хоҙайбирҙин) — деревня в Кугарчинском районе Башкортостана, входит в состав Ялчинского сельсовета.

## Географическое положение
Расстояние до:
- районного центра (Мраково): 45 км,
- центра сельсовета (Ялчино): 7 км,
- ближайшей ж/д станции (Мелеуз): 25 км.

## Население
| 2002 | 2009 | 2010 |
| ---- | ---- | ---- |
| 388  | ↘383 | ↘378 |

## Достопримечательности
В деревне находится мечеть.

## Известные уроженцы
- Худайбердин, Шагит Ахметович (1896—1924) — советский государственный и партийный деятель[4].